# Avenue de Nogent
L'avenue de Nogent est une voie de Paris, située dans le Bois de Vincennes. 

## Situation et accès

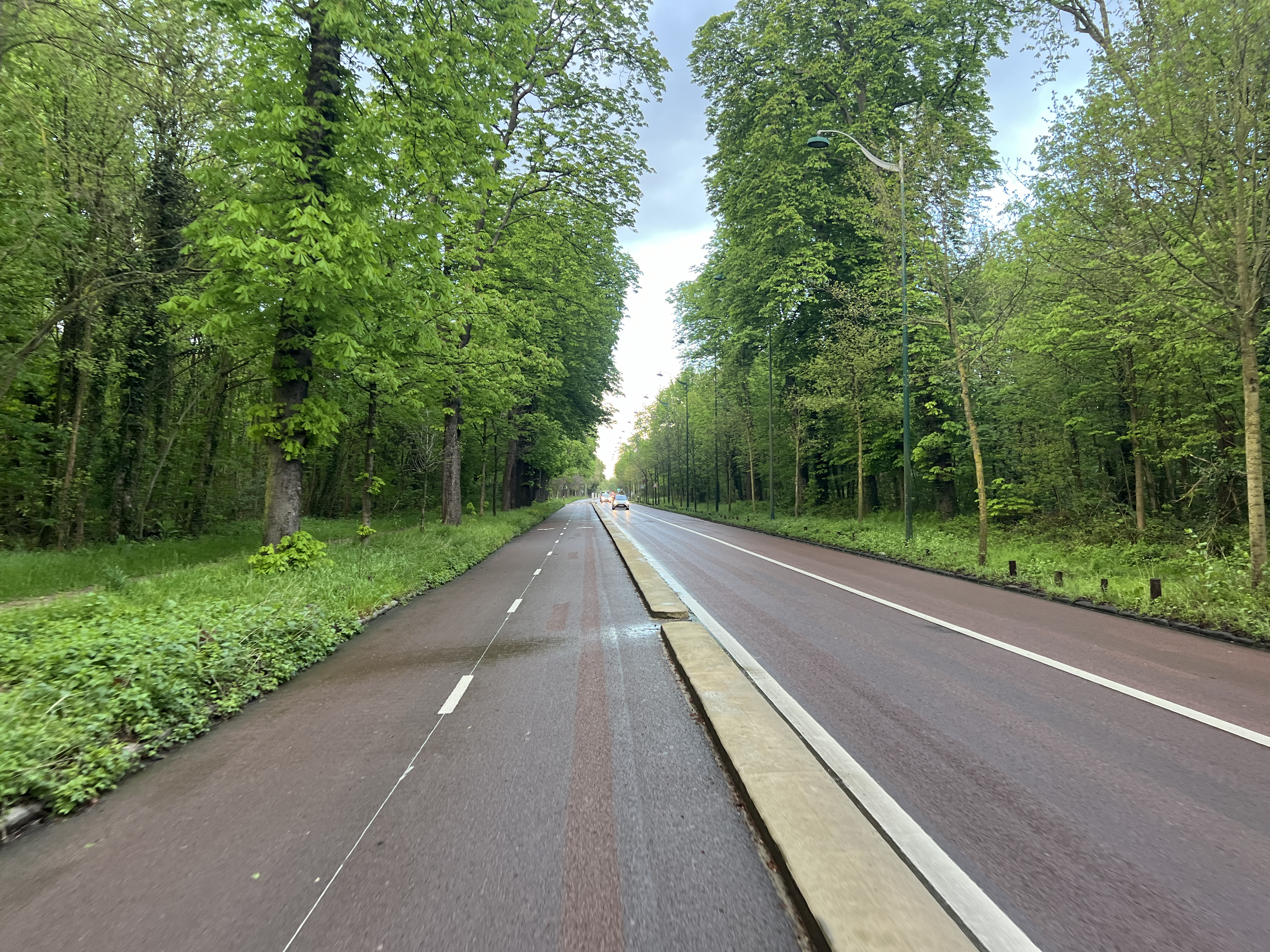
L'avenue avec la voie cyclable à gauche.

Elle suit le tracé de la D 120, et se termine à la limite de Nogent-sur-Marne, au carrefour de l'avenue de la Belle-Gabrielle, dans l'axe de l'avenue Georges-Clemenceau. Elle comportait une coronapiste bidirectionnelle de 2020 à 2023. Cette dernière a été remplacée fin 2023 par un voie cyclable bidirectionelle permanente.

## Origine du nom
La voie doit son nom au fait qu'elle mène à la commune de Nogent-sur-Marne.

## Historique
La route est une allée du réseau aménagé sur un projet de Robert de Cotte lors de la replantation du bois en 1731. 
Elle reliait en ligne droite la porte ou grille de Vincennes à l'emplacement du croisement du Cours Marigny, du Cours des Maréchaux, de l'avenue de Paris à la porte de Nogent (emplacement de l'actuelle place du Général-Leclerc à Nogent-sur-Marne). Sa partie ouest a été déviée en 1840 lors de la construction du Fort neuf. 
Elle est le sujet d'un des clichés de la série photographique 6 mètres avant Paris.